# منتخب ماكاو لكرة القدم للسيدات
منتخب ماكاو لكرة القدم للسيدات هو ممثل ماكاو الرسمي في المنافسات الدولية في كرة القدم للسيدات.